# T29 (americký tank)
T29 byl americký těžký tank vyprojektovaný v druhé světové válce, který však nebyl nikdy sériově vyráběn, a nezasáhl ani do bojů.
Práce na projektu započaly v březnu 1944. Tento stroj měl být americkou odpovědí na těžký německý 70tunový tank Tiger II, neboť americké velení nepovažovalo právě dokončovaný 45tunový M26 Pershing za dostatečně odolný proti 88mm kanónu KwK 43, jímž byly vyzbrojeny tanky Tiger II.
T29 byl založen na prodloužené korbě tanku T26E3, měl však silnější pancéřování, vylepšený motor Ford GAC s výkonem 770 hp (570 kW) a masivní věž se 105mm kanónem T5. Jeho hmotnost činila téměř 70 tun a co do pancéřování i výzbroje byl plně srovnatelný s Tigerem II. Některé zkušební verze měly motory Allison V-1710.
Ve stejné době vyvíjeli Američané také téměř identický tank T30, který však byl vybaven 155mm dělem T7 a silnějším motorem. K jeho obsluze byla posádka rozšířena o jednoho člena – nabíječe.
Zkušební výroba T29 byla zahájena v únoru 1945, ukončením války v Evropě ale zmizela potřeba jejich nasazení. Přesto byly objednány omezené dodávky tanků T29 a T30 s tím, že by díky svým výkonným kanónům a silnému pancéřování mohly být užitečné při útocích na japonská opevnění. Nicméně válka s Japonskem skončila dřív, než mohly být nasazeny.
Vývoj T29 završil těžký tank T34 osazený 120mm kanónem odvozeným z těžkého protiletadlového kanónu 120mm M1. Byly vyrobeny pouze dva prototypy – jeden upravený z T29, druhý z T30. Také v tomto případě však ukončil další práce konec války. Cenné zkušenosti získané při vývoji těchto tanků byly nicméně zúročeny v 50. letech při konstrukci těžkého tanku M103.
Těžký tank T29 měl dva pasivní dálkoměry, jež vyčnívaly po obou stranách věže.
Dodnes se zachovaly dva tanky T29. Jeden se nachází na základně Fort Benning v Georgii, druhý je vystaven v Pattonově muzeu jezdectva a tankových vojsk ve Fort Knoxu v Kentucky.